# Guy Vattier
Pour les articles homonymes, voir Vattier.
Guy Vattier, né le 8 mars 1939 à Constantine (Algérie) et mort le 19 novembre 2023 à Jarny, est un homme politique français. Il est le maire de la ville de Briey.

## Biographie
Il est très brièvement député (6 jours) en mai 1988, à la suite de la démission de René Haby, juste avant la dissolution de l'Assemblée nationale par François Mitterrand.
Guy Vattier est condamné en juillet 2021 par la cour d'appel de Nancy, à un an d'emprisonnement avec sursis et cinq ans d'inéligibilité, pour des faits de harcèlement sexuel,. Par deux décrets du 10 octobre 2023, il est exclu définitivement de l'ordre de la Légion d'honneur et de l'ordre du Mérite.
Guy Vattier meurt le 19 novembre 2023, à l'âge de 84 ans.

## Détail des fonctions et des mandats
Mandat parlementaire
- 8 mai 1988 - 14 mai 1988 : député de Meurthe-et-Moselle